# ロッケッタ・パラフェーア
ロッケッタ・パラフェーア（伊: Rocchetta Palafea）は、イタリア共和国ピエモンテ州アスティ県にある、人口約300人の基礎自治体（コムーネ）。

## 地理

### 位置・広がり

#### 隣接コムーネ
隣接するコムーネは以下の通り。括弧内のALはアレッサンドリア県所属を示す。
- ビスターニョ (AL)
- カラマンドラーナ
- カッシナスコ
- カステル・ボリオーネ
- モンタボーネ
- セッサーメ

#### 地震分類
イタリアの地震リスク階級 (it) では、4 に分類される
。

## 行政

### 分離集落
ロッケッタ・パラフェーアには、以下の分離集落（フラツィオーネ）がある。
- Cornigliano, Fleisa, Marenco, Palareta, Paniola, Regione Asinaria, Tesole, Traversa, Valdoche, Valle,Portella

## 姉妹都市
- カスタニエ、イタリア